# Martinus Slabber

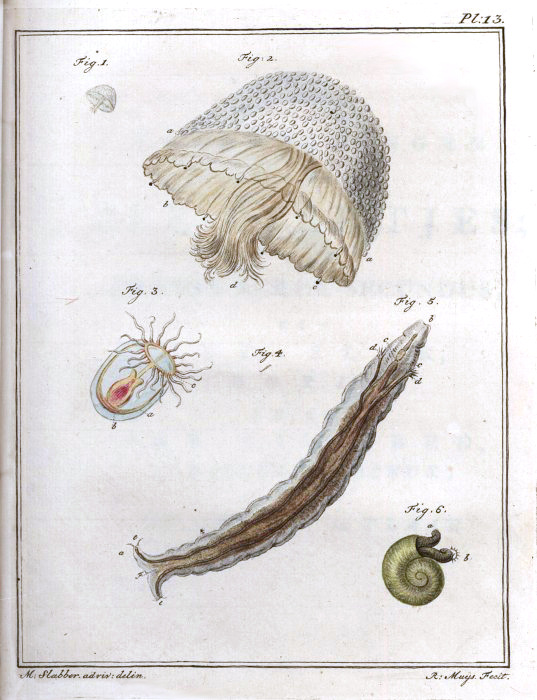
Plaat 13 uit Natuurkundige Verlustigingen, met "vier Zee-Diertjes: een Parel-Kwal (Medusa perla [fig. 1-2];) een Kermin Beroë [fig. 3], een Slakken-Dier [fig. 4-5], en een Helix of Slakhoorn [fig. 6]".

Martinus Slabber (Middelburg, 31 oktober 1740 - 's-Gravenpolder, 30 april 1835) was een Zeeuws openbaar bestuurder en amateur-zoöloog. Hij woonde tot 1768 in Middelburg en verhuisde toen naar Goes.
In mei 1767 werd hij lid van de Hollandse Maatschappij der Wetenschappen te Haarlem en in mei 1768 van het Zeeuwsch Genootschap der Wetenschappen te Vlissingen. De ledenlijst in het eerste deel van de Verhandelingen uitgegeven door het Zeeuwsch Genootschap der Wetenschappen (1769) vermeldt hem als "baljuw en secretaris te Oudelande", lid sinds 31 mei 1768. In dat deel stond ook een bijdrage van zijn hand over de "Waarneming van een Oost-Indischen Zee-worm".
In de Verhandelingen van de Hollandse maatschappij der wetenschappen te Haarlem, deel 22 (1786) is hij vermeld als "Martinus SLABBER, Bailluw en Secretaris van Baarland en Bakendorp, Secretaris van Oudelande, Lid van de Zeeuwsche en Keurvorstel. Saxische Physicaalsche Maatschappyen".
Omstreeks 1822 was hij burgemeester van Goes. In het vierde deel (1827) van de Verhandelingen van het Zeeuws Genootschap wordt hij vermeld als "Oud-Burgemeester der stad Goes". Hij was ten slotte rijksontvanger over een groot deel van Zuid-Beveland.

## Natuurwetenschappelijk werk
Als amateur-zoöloog verzamelde en beschreef hij onder andere zeedieren en vogels. In 1778 publiceerde hij Natuurkundige verlustigingen, behelzende microcopise waarneemingen van in- en uitlandse water- en land-dieren, een verzameling van achttien deeltjes, telkens bestaande uit een kleurenplaat met bijhorende tekst. Elk deeltje droeg hij op aan een notabel persoon, zoals Laurens Pieter van de Spiegel, Job Baster, Pieter Boddaert, Leendert Bomme, Willem Schorer, Friedrich Christian Meuschen (een Duits diplomaat in Nederland en concholoog), Martinus Houttuyn en anderen. Het werk zelf is opgedragen aan Johan Adriaan van de Perre, "heer van Nieuwerve en Welsingen". In 1781 verscheen een Duitse vertaling, Physikalische Belustigungen oder mikroskopische Wahrnehmungen von drey und vierzig in-und ausländischen Wasser- und Landthierchen uitgegeven door Adam Wolfgang Winterschmidt.
In 1816 verscheen in Amsterdam zijn Verhandeling over het opzetten van vogelen, met een opdracht aan Nicolaas Cornelis Lambrechtsen.
Slabber is erkend als wetenschappelijk auteur van de vlokreeftensoorten Haustorius arenarius (oorspronkelijk Oniscus arenarius) en Phtisica marina, die hij beschreef in de Natuurkundige verlustigingen als een "zee-pissebed" resp. een "zee-scherminkel".
Pierre-Joseph van Beneden gaf in 1861 de wetenschappelijke naam Podopsis slabberi aan de steeloog aasgarnaal, die Slabber in zijn Natuurkundige Verlustigingen had beschreven als "Steur-garnaal met trompetswyze oogen".